# Ray Phillips
Ray Phillips, rodným jménem Raymond John Phillips (* 1. března 1949 v Cardiffu, Velká Británie), byl původním bubeníkem skupiny Budgie. Skupinu opustil v roce 1974.
V roce 1982 se připojil k původnímu kytaristovi skupiny Budgie Tony Bourgeovi a založil s ním skupinu Tredegar.